# Anthracomedusa turnbulli
Anthracomedusa Johnson & Richardson, 1968 è un genere di cubomeduse fossili, la cui unica specie è la Anthracomedusa turnbulli.
È raro trovare fossili di cubomeduse. Ricchi sono però i ritrovamenti presso il famoso sito di Mazon Creek, vicino alla città di Chicago. Lì è stato rinvenuto un fossile di A. turnbulli, una medusa con la campana schiacciata e tre tentacoli in basso, mentre altri fossili simili dello stesso giacimento rivelano una campana squadrata e quattro tentacoli che indicano che la Anthracomedusa è molto verosimilmente una Cubozoa. I fossili datano della fine del Carbonifero medio, ossia di quello che è chiamato nelle Americhe l'inizio del Pennsylvaniano, circa 320 milioni di anni fa.